# Hadaginal, Sindgi
Hadaginal là một làng thuộc tehsil Sindgi, huyện Bijapur, bang Karnataka, Ấn Độ.